# Russische Frauen-Handballnationalmannschaft
Die russische Frauen-Handballnationalmannschaft vertritt Russland bei internationalen Turnieren im Frauenhandball. Sie gewann vier Weltmeisterschaften sowie einmal die Olympischen Spiele.

## Geschichte
Die russische Nationalmannschaft nimmt seit dem Jahr 1993 an internationalen Wettkämpfen teil. In der Anfangsphase konnte die Auswahl nicht an die Erfolge der sowjetischen Nationalmannschaft anknüpfen; weder wurden Medaillen bei Welt- oder Europameisterschaften gewonnen noch qualifizierte sich das Team für die Olympischen Spiele. Die ersten Jahre waren von mehreren Trainerwechseln geprägt. So waren mit Sergei Awanessow, Lewon Akopjan, Igor Jeskow und Alexander Tarassikow gleich vier Trainer in den ersten sechs Jahren beim russischen Verband als Nationaltrainer tätig.

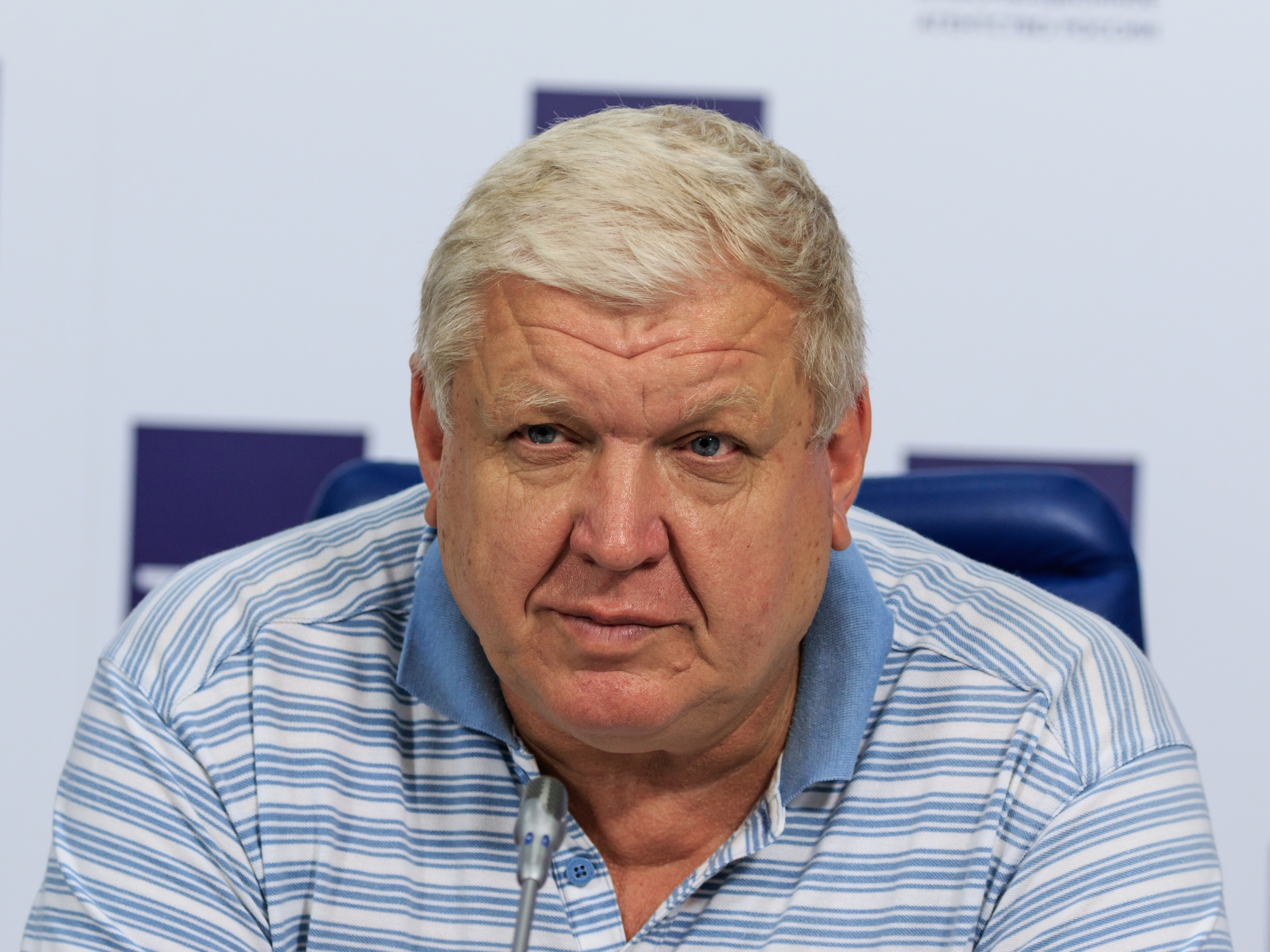
Jewgeni Trefilow

Am 28. Dezember 1999 übernahm Jewgeni Trefilow das Traineramt. Unter seiner Leitung gewann Russland die Weltmeisterschaft in den Jahren 2001, 2005, 2007, 2009, wurde Zweiter der Europameisterschaft 2006 und errang die Silbermedaille bei den Olympischen Spielen 2008. Nachdem Trefilow 2012 seine Tätigkeit als Nationaltrainer beendet hatte, übernahm sein Co-Trainer Witali Krochin diese Tätigkeit. Schon im Folgejahr kehrte Trefilow zurück. In seiner zweiten Amtszeit gewann Russland die Olympischen Spiele 2016 und belegte erneut Platz 2 bei der Europameisterschaft 2018.

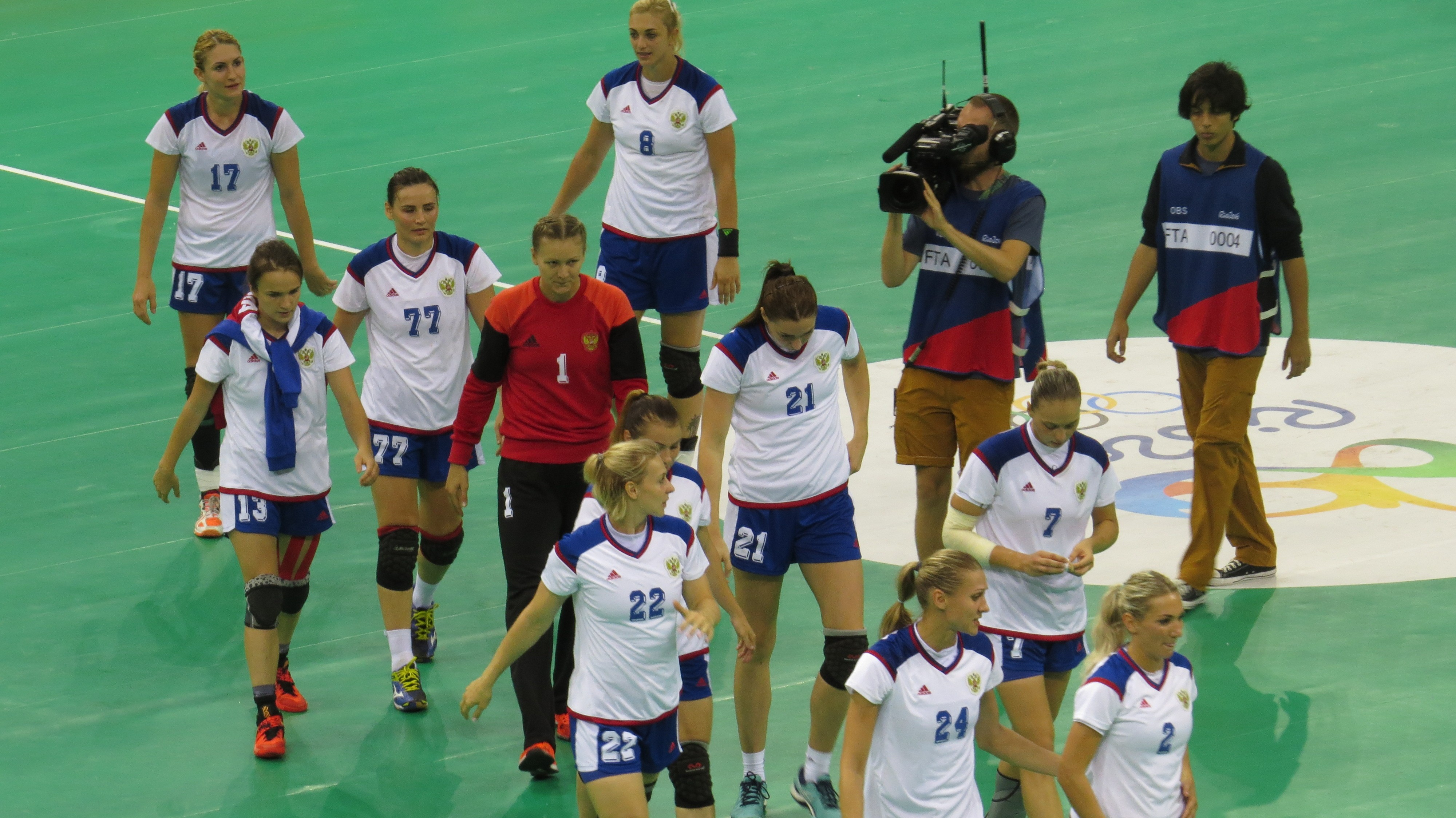
Die russische Auswahl bei den Olympischen Spielen 2016

Als Trefilow im August 2019 sein Amt aus gesundheitlichen Gründen abgab, übernahm Ambros Martín das Traineramt der russischen Auswahl, mit ihm errang Russland die Bronzemedaille bei der Weltmeisterschaft 2019. Nachdem Martín während der Europameisterschaft 2020 entlassen wurde, betreute Alexei  Alexejew beim letzten Spiel interimsweise die russische Mannschaft. Im Februar 2021 übernahm Alexejew offiziell das Traineramt. Nachdem die russische Auswahl unter seiner Leitung im Jahr 2021 die Silbermedaille bei den Olympischen Spielen in Tokio gewonnen hatte, endete sein Vertrag beim russischen Verband. Anschließend übernahm mit Ljudmila Bodnijewa die erste Frau das Traineramt der russischen Auswahl.
Die Europäische Handballföderation (EHF) schloss am 28. Februar 2022 nach dem Russischen Überfall auf die Ukraine 2022 alle russischen und belarussischen Teams von ihren Wettbewerben aus. Am 7. März 2022 beschloss die Internationale Handballföderation (IHF) ebenfalls einen kompletten Ausschluss.

## Erfolge bei Meisterschaften

### Handball-Weltmeisterschaft
- Gold: 2001, 2005, 2007, 2009
- Bronze: 2019

### Handball-Europameisterschaft
- Silber: 2006, 2018
- Bronze: 2000, 2008

### Olympische Spiele
- Gold: 2016
- Silber: 2008, 2020

## Bekannte ehemalige Nationalspielerinnen
- Irina Blisnowa
- Ljudmila Bodnijewa
- Jelena Poljonowa
- Oxana Romenskaja
- Inna Suslina

## Trainer
Von 2019 bis 2020 trainierte Ambrosio Martín die Mannschaft.